# Лемниу (Салаж)
Лемниу (рум. Lemniu) насеље је у Румунији у округу Салаж у општини Летка. Oпштина се налази на надморској висини од 234 m.

## Становништво
Према подацима из 2002. године у насељу је живело 482 становника, од којих су сви румунске националности.